# Rue Wacheray
La rue Wacheray est une rue ancienne de la ville de Liège (Belgique) située dans le quartier de Sainte-Marguerite.

## Odonymie
La rue se réfère vraisemblablement à un patronyme local.

## Histoire
Cette rue existerait au moins depuis le XVIe siècle. Se détachant de la rue Sainte-Marguerite au niveau de la petite place des Arzis, elle se prolongeait au nord par la rue Bas-Rhieu qui longeait la Légia. La rue de Hesbaye percée à la fin du XIXe siècle a séparé la rue Wacheray de la rue Bas-Rhieu.

## Description

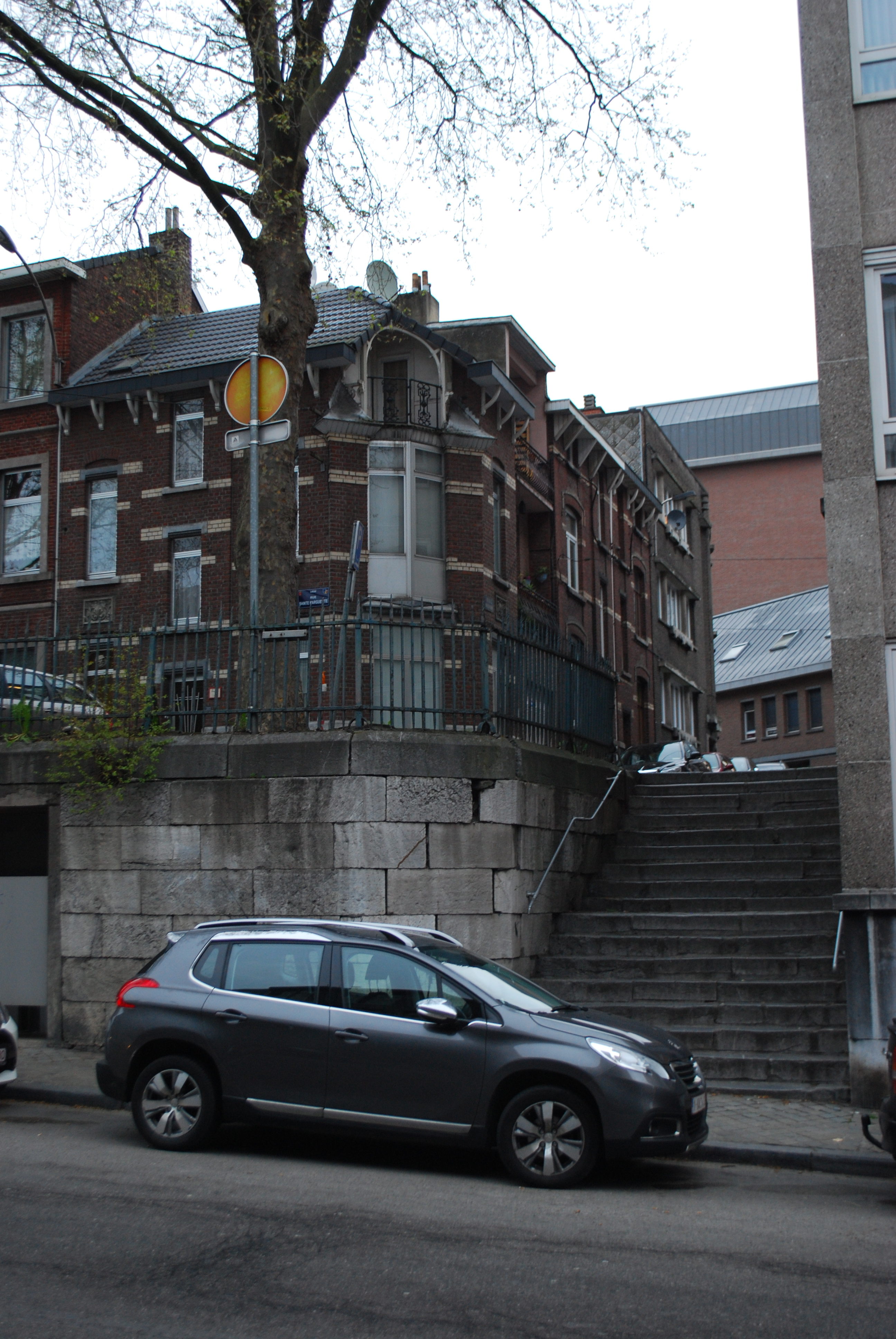
L'escalier depuis la rue Sainte-Marguerite

Cette voie étroite (d'une largeur d'environ 7 m) en légère déclivité mesure approximativement 120 m, opère deux virages et compte une trentaine immeubles d'habitation. La rue applique un sens unique de circulation automobile dans le sens Hesbaye - Sainte-Marguerite. Un escalier de 17 marches rejoint directement la rue Sainte-Marguerite.

## Architecture
Bien qu'ancienne, la rue n'a pas conservé d'immeubles antérieurs au XIXe siècle. On peut néanmoins citer la maison sise au no 33 dont la façade est ornée de nombreuses sculptures de pierre parmi lesquels plusieurs têtes de faunes, de nombreux carrés taillés en forme de pointe-de-diamant ainsi qu'une imposante pomme de pin (l'un des symboles du Perron de Liège) placée au tympan du fronton triangulaire situé au-dessus de la baie d'imposte.

## Voies adjacentes
- Rue Sainte-Marguerite
- Place des Arzis
- Rue de Hesbaye
- Rue Bas-Rhieu